# ناريياسو ياسوهارا
ناريياسو ياسوهارا (باليابانية: 安原 成泰) (9 أغسطس 1968 في آيتشي في اليابان – )؛ هو لاعب كرة قدم ياباني سابق كان يلعب كلاعب وسط.

## وصلات خارجية
- ناريياسو ياسوهارا على موقع رابطة كرة القدم اليابانية للمحترفين (اليابانية)
- ناريياسو ياسوهارا على موقع عالم كرة القدم.نت (الإنجليزية)